# يو إف سي 244
يو إف سي 244: ماسفيدال ضد دياز (بالإنجليزية: UFC 244: Masvidal vs. Diaz)‏ هو حدث لفنون القتال المختلطة نظمته يو إف سي، أُقيم في 2 نوفمبر 2019، على ماديسون سكوير جاردن في مدينة نيويورك نيويورك، الولايات المتحدة. كان الحدث الحي رقم 500 ليو إف سي.